# Víctor Mac-Namara
Víctor Ricardo Mac-Namara Riquelme (Santiago, 17 de junio de 1975) es el líder, compositor y guitarrista de la banda chilena de rock y metal Thornafire
Después de pasar por muchas bandas de heavy metal santiaguinas, Víctor formó la banda Thornafire en 1998 con la cual grabó y editó la demo “Granted for all Somberness” en 1999 de manera independiente.
En el 2001 produce el MCD “Mortus Tenebrae Surrectus” con el cual recibe buenas críticas tanto de los medios nacionales como internacionales.
A comienzos del 2003 realiza una gira por el norte del país y también por las ciudades de Cochabamba y Santa Cruz de la Sierra. A fines del 2003 una nueva gira por Argentina en las ciudades de Córdoba y Jujuy.
El 2004 edita con Thornafire un nuevo demo llamado “Sin & Flesh Devotion” con el cual atrae la atención del sello de John McEntee, Ibex Moon Records, con el cual firma un acuerdo para editar una larga duración. En este mismo año la banda recluta al reconocido percusionista nacional Juan Pablo Donoso (Sadism, Pentagram Chile) como productor musical y miembro estable.
El 2005 graba con Thornafire como guitarrista y tecladista el disco debut “Exacerbated Gnostic Manifestation”  el cual es lanzado el mismo año en Chile y el 2007 en los Estados Unidos bajo Ibex Moon Records y distribuido en tiendas por RED distribution.
También el mismo año comienza a trabajar para Ibex Moon como diseñador gráfico para la realización de Layouts para las variadas producciones de dicha etiqueta norteamericana.
En 2009 con Thornafire como guitarrista y tecladista la placa “Vorex Deconstrucción” la cual marca un cambio en las letras de la banda, pasando del inglés al español.
El mismo año graba como guitarrista y tecladista con otra banda Santiaguina, 9th Entity un MCD que fue editado de igual forma en los Estados Unidos bajo la etiqueta de Buffalo/Nueva York, Butchered Records propiedad de Patric Pagan.
Ese mismo año John McEntee le comunica a Víctor las intenciones de realizar un tour de costa a costa por los Estados Unidos,  haciendo soporte para la reconocida banda norteamericana Monstrosity, el cual es cancelado debido al riguroso proceso de visaje de parte de los Estados Unidos. Se buscó hacer una gestión por parte del entonces el agregado cultural chileno en los EE. UU., Cristián Campos y también de parte del Ministerio de Relaciones Exteriores chileno, pero finalmente dicha gira se tuvo que cancelar.
El siguiente año (2010) Víctor gestiona de manera propia un nuevo tour por Europa central, la cual paso por países como Austria, República Checa, Eslovaquia y Alemania pasando por el importante festival checo Obscene Extreme.
A mediados del 2011 la banda Thornafire es seleccionada por la misma gente de Slayer para abrir su concierto en Santiago, logrando ejecutar su música ante 13.000 asistentes con un resultado y crítica más que satisfactorio.
En el 2012 Víctor graba el nuevo CD “Eclipse Nox Coagula” el cual es lanzado por Ibex Moon y el sello chileno Australis Records. Nuevamente Víctor agenda un nuevo tour por territorio Europeo, el cual los lleva a pasar por países como Alemania, Lituania, República Checa, Rumanía y compartiendo escenario con importantes bandas de heavy metal como; Mötley Crue, Motörhead, Illdisposed, Overkill entre otros.
En el 2013 Víctor firma un acuerdo con el sello alemán FDA Rekotz para lanzar un nuevo CD en territorio alemán y con distribución el resto de países europeos. Víctor elige el productor Jörg Uken de los estudios Soundlodge en Baja Sajonia, Alemania con el cual previamente converso en el 2012 para registrar el nuevo disco.
Intensos 6 meses de grabación fueron requeridos para registrar este nuevo disco llamado “Magnaa”, que fue muy bien recibido por importantes medios escritos alemanes y europeos como Rock Hard, Legacy Magazine, Voices from the Darkside.
A la par de la producción, Víctor agendó en colaboración con Marlott Hederich un nuevo tercer tour por Europa para el mes de octubre de 2014, compartiendo escenario con nombres como Sodom, Milking the Goat Machine y Burden of Grief entre otros.
El 2015 editó con Thornafire el disco "Live en Berlin", el cual registra el show de la agrupación el 2 de octubre de 2014 en el Klub Linse, dicha ciudad alemana a la par comienza a escribir lentamente nueva música para una futura producción.
Para mantener la constante exposición con la banda Thornafire en el extranjero es que nuevamente con la ayuda de Rico Unglaube (FDA Rekotz) y Sergio Godoy mánager, hace las maletas para viajar a Europa entre agosto y septiembre para hacer su performance en Alemania, Austria y Polonia y esta vez presentándose en históricas y nuevas plazas como Inglaterra e Irlanda y esta vez viajando desde Chile con su propio personal (sonidista e iluminador) y compartiendo escenario con nombres como Venom Inc., Graveworm, Taake, The Monolith Deathcult entre otros y esta vez llevando todo mayormente preparado y ensayado logrando mejores presentaciones  y recibiendo la ovación del exigente público europeo.
En el 2017 crea la Fundación Cultural Entintatímpano para promover la creación de las artes en general tanto en Chile cómo en el extranjero con la cual realiza distintas actividades tales como el teatro, cursos de idiomas, publicación de libros y charlas en colegios para motivar a la práctica de instrumentos y exposiciones.
El 2018 se embarca junto a Thornafire en un nuevo y extenso 5.º tour por Europa exponiendo su música en Inglaterra, Irlanda, Alemania, Bélgica, Polonia y República Checa y realizando eventos culturales en Berlín, Alemania y Bielsk Podlaski, Polonia
En el 2019 escribe con la colaboración de Paolo Ugarte el libro "Chilean Burger Kingdom", el cual es lanzado en Santiago y Europa en versión español e inglés, con rotundo éxito logrando vender todas las copias de su primera edición. También el mismo año se embarca en su 6.ª gira por Europa, dando shows por Inglaterra y Alemania, Bélgica. 